# Huis Palts-Veldenz
Het huis Palts-Veldenz of Palts-Zweibrücken-Veldenz (Duits: Haus Pfalz-Veldenz) was een Duitse vorstelijke dynastie die in de 16e en 17e eeuw over een aantal territoria in het Heilige Roomse Rijk regeerde. Palts-Veldenz was een zijtak van het huis Palts-Zweibrücken, een van de verschillende takken van het huis Wittelsbach.

## Geschiedenis

### Het ontstaan van de linie in Veldenz
De stamvader van het huis Palts-Veldenz was Ruprecht, de derde zoon van Alexander van Palts-Zweibrücken. Na de dood van zijn oudere broer Lodewijk II werd Ruprecht regent van Zweibrücken in naam van zijn minderjarige neef Wolfgang. Kort na zijn aantreden voerde Ruprecht het lutheranisme in als staatsgodsdienst.
In 1540 kocht Ruprecht de heerlijkheid Gräfenstein van Johan II van Palts-Simmern. Op 3 oktober 1543 sloten de inmiddels meerderjarig geworden Wolfgang en Ruprecht het Verdrag van Marburg. Hierin spraken ze af dat Ruprecht Veldenz, Lauterecken en het Jettenbacher Gericht als erfelijk vorstendom kreeg. Deze verspreid liggende gebieden vormden de basis van het nieuwe vorstendom Palts-Veldenz.
Paltsgraaf Ruprecht stierf op 28 juli 1544. Zijn opvolger George Johan I was op dat moment nog maar een jaar oud. Tijdens de minderjarigheid van George Johan nam Wolfgang het bestuur van Palts-Veldenz waar. In 1553 stond keurvorst Keurvorst Frederik II in verdrag van Heidelberg het graafschap Lützelstein en de helft van de heerlijkheid Guttenberg af aan Wolfgang. Op de Rijksdag van Augsburg in 1566 droeg Wolfgang deze gebieden samen met het oorspronkelijke vorstendom Palts-Veldenz over aan George Johan I, die tegelijkertijd erkend werd als Rijksvorst met een eigen zetel op de Rijksdag.

### George Johan I en de verdeling van Veldenz
George Johan voerde een actieve, maar kostbare, politiek. Hij wierf troepen om de hugenoten te steunen tijdens de Hugenotenoorlogen, stichtte in 1568 de stad Pfalzburg (Phalsbourg) en maakte plannen voor de aanleg van kanaal. In 1584 kocht George Johan de heerlijkheid Steinthal. Zijn financiële problemen dwongen hem echter om het Amt Einarzhausen met het nieuw aangelegde Pfalzburg aan Lotharingen te verpanden. Bij zijn dood in 1592 liet George Johan I een schuldenberg van 300.000 gulden achter.
Volgens de bepalingen in het testament van hun vader verdeelden de vier zoons van George Johan I het vorstendom Palts-Veldenz onder elkaar. George Gustaaf, de oudste zoon, erfde de noordelijke delen van het vorstendom. Zijn jongere broer Johan August kreeg Lützelstein en het Steinthal in de Elzas, terwijl de jongste zoons Lodewijk Filips en George Johan II het Veldenze deel van de heerlijkheid Guttenberg moesten delen.
In 1601 stierf Lodewijk Filips aan de verwondingen die hij opliep tijdens een toernooi in Heidelberg, zodat George Johan II zijn deel van Guttenberg erfde. Tien jaar later erfde hij ook Lützelstein van Johan August. Toen Johan George II in 1654 ook kinderloos overleed werden alle gebieden verenigd onder de heerschappij van Leopold Lodewijk, de enige overlevende zoon van George Gustaaf.

### Het einde van de linie in Veldenz
Hoewel Leopold Lodewijk en zijn echtgenote drie zoons hadden die hun kindertijd overleefden, stierf de linie Veldenz met zijn dood in 1694 in mannelijke lijn uit. Gustaaf Filips, de oudste zoon van Leopold Lodewijk, werd in 1678 beschuldigd van moord en op het kasteel van Lauterecken gevangen gezet. Een jaar later werd hij, mogelijk op bevel van zijn vader, tijdens een vluchtpoging vermoord. Leopold Lodewijks twee jongere zoons traden in militaire dienst in het keizerlijke leger. Karel George overleed tijdens het Beleg van Boeda in de strijd tegen de Turken en August Leopold sneuvelde gedurende het Beleg van Mainz.
In zijn testament wees Leopold Lodewijk koning Karel XI van Zweden uit het huis Palts-Zweibrücken aan als zijn opvolger. Desondanks maakte ook keurvorst Johan Willem, Christiaan August van Palts-Sulzbach en Christiaan II van Palts-Birkenfeld aanspraken op de erfenis. Toen Leopold Lodewijk op 29 september 1694 overleed, liet keurvorst Johan Willem het vorstendom Veldenz bezetten. De strijd over de erfenis werd pas in 1733 opgelost. Onder Franse druk moest de keurvorst van de Palts Lützelstein, het Steinthal en de helft van Guttenberg afstaan hertog Christiaan III van Palts-Zweibrücken.

## Portrettengalerij

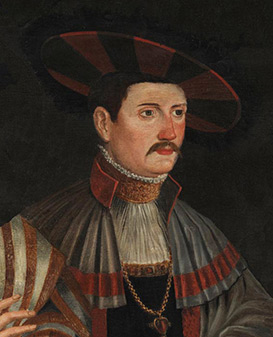
Ruprecht, de eerste vorst van Palts-Veldenz.
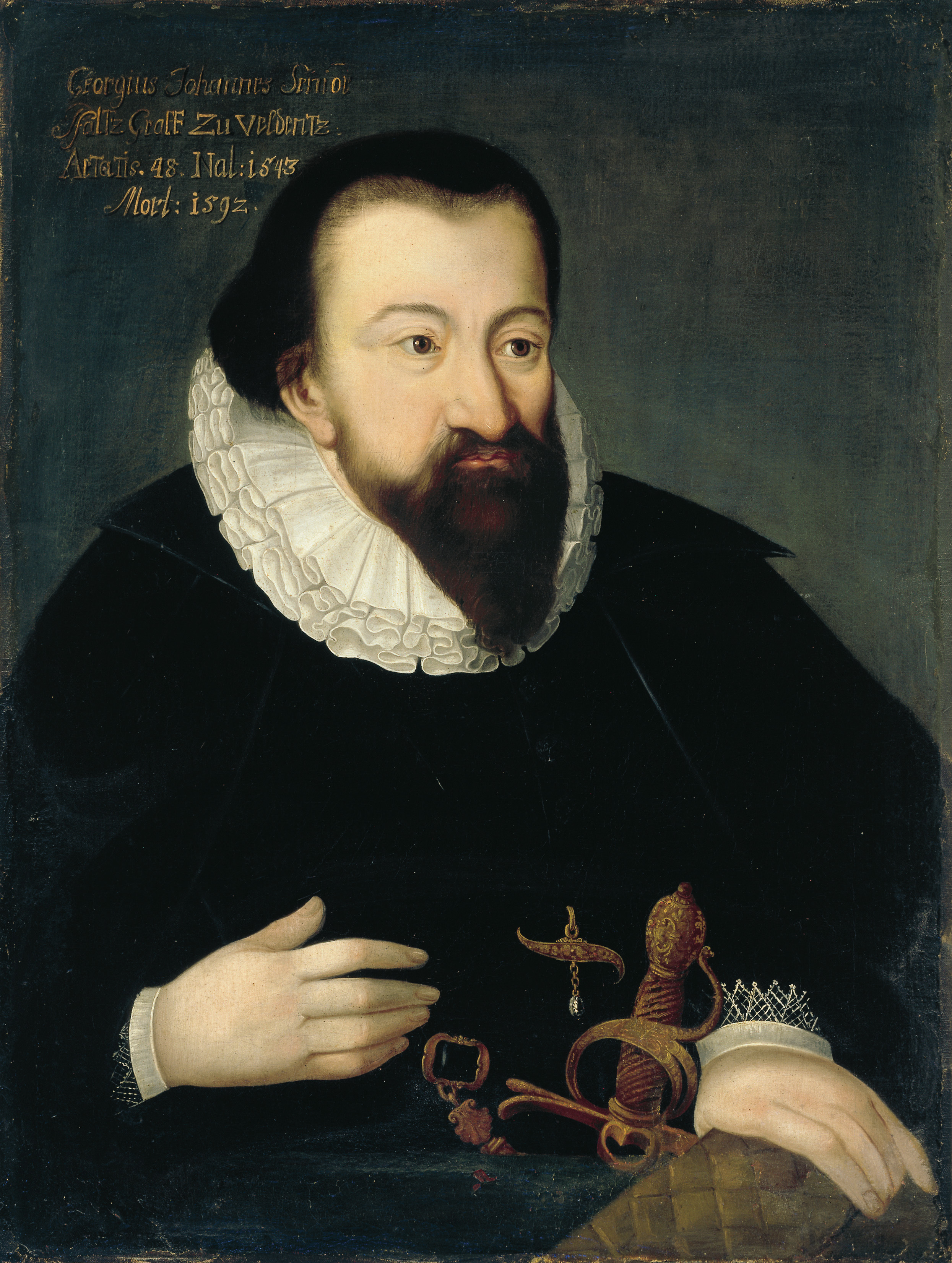
George Johan I, de eerste graaf van Lützelstein uit het huis Veldenz.
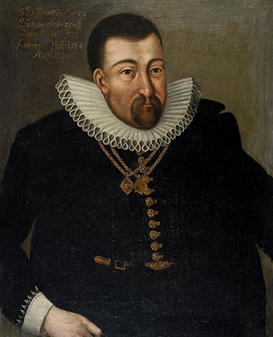
George Gustaaf erfde het grootste deel van Veldenz bij na deling van 1592.
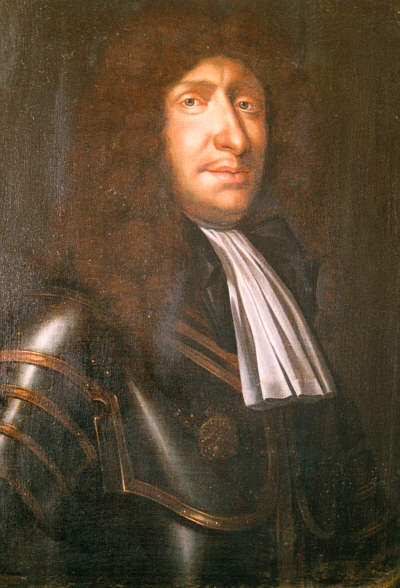
Leopold Lodewijk, de laatste vorst van Palts-Veldenz.

## Stamboom van het huis Palts-Veldenz
In deze volledige stamboom zijn alle leden van het huis Palts-Veldenz opgenomen, met uitzondering van jong gestorven kinderen. Regerende vorsten zijn vetgedrukt weergegeven.
- Ruprecht (1506–1544), vorst van Palts-Veldenz
  Ursula van Salm-Kyrburg (1515–1601), dochter van Johann VII van Salm-Kyrburg.
  - Anna (1540–1586)  Karel II (1529–1577), markgraaf van Baden-Durlach
  - George Johan I (1543–1592), vorst van Palts-Veldenz
 Anna Maria Wasa (1545–1610), dochter van Gustaaf I Wasa van Zweden
    - George Gustaaf (1564–1634), vorst van Palts-Veldenz
1  Elisabeth (1548–1591), dochter van Christoffel van Württemberg
2  Maria Elisabeth (1581–1637), dochter van Johan I van Palts-Zweibrücken.
      - Anna Magdalena (1602–1630)  Hendrik Wenceslaus (1592–1639), hertog van Bernstadt
      - Johan Frederik (1604–1632)
      - Karel Lodewijk (1609–1631)
      - Maria Elisabeth (1616–1649), kanunnikes in Herford
      - Magdalena Sophia (1622–1691)
      -  Leopold Lodewijk (1625–1694), vorst van Palts-Veldenz
 Agatha Christina (1632–1681), dochter van Filips Wolfgang van Hanau-Lichtenberg
        - Anna Sophia (1650–1706), non
        - Gustaaf Filips (1651–1679)
        - Elisabeth Johanna (1653–1718)  Johan XI van Salm-Kyrburg (1635–1688)
        - Dorothea (1658–1723)  Gustaaf Samuel Leopold (1670–1731), hertog van Palts-Zweibrücken
        - Karel George (1660–1686)
        -  August Leopold (1663–1689)

    - Anna Margaretha (1571–1621)  Richard (1521–1598), vorst van Palts-Simmern
    - Ursula (1572–1635)  Lodewijk (1554–1593), hertog van Württemberg
    - Johanna Elisabeth (1573–1601)
    - Johan August (1575–1611), graaf van Lützelstein
  Anna Elisabeth (1549–1609), dochter van Frederik III van de Palts
    - Lodewijk Filips (1577–1601), heer van Guttenberg
    - Catharina Ursula (1582–1595)
    -  George Johan II (1586–1654), heer van Guttenberg en graaf van Lützelstein
  Susanna (1591–1667), dochter van Otto Hendrik van Palts-Sulzbach
      -  George Otto (1614–1635)

  -  Ursula (1543–1578)  Wirich VI van Daun-Falkenstein (1542–1598)